# Димбовічоара (комуна)
Димбовічоара (рум. Dâmbovicioara) — комуна у повіті Арджеш в Румунії. До складу комуни входять такі села (дані про населення за 2002 рік):
- Димбовічоара (377 осіб) — адміністративний центр комуни
- Поду-Димбовіцей (554 особи)
- Чокану (135 осіб)

Комуна розташована на відстані 130 км на північний захід від Бухареста, 70 км на північний схід від Пітешть, 38 км на південний захід від Брашова.

## Населення
За даними перепису населення 2002 року у комуні проживали 1066 осіб, усі — румуни.
Рідною мовою назвали:
| Мова      | Кількість осіб | Відсоток |
| --------- | -------------- | -------- |
| румунська | 1065           | 99,9%    |
| німецька  | 1              | 0,1%     |

Склад населення комуни за віросповіданням:
| Релігія     | Кількість осіб | Відсоток |
| ----------- | -------------- | -------- |
| православні | 1044           | 97,9%    |
| лютерани    | 19             | 1,8%     |
| реформати   | 3              | 0,3%     |